# Фирюлин, Анатолий Петрович
Анатолий Петрович Фирюлин (30 марта 1935 — 25 октября 2023) — советский государственный и партийный деятель, председатель Тульского горисполкома (1986—1987), первый секретарь Тульского горкома КПСС (1987—1991).

## Биография
Родился в Туле 30 марта 1935 года в семье рабочего оружейного завода. В декабре 1941 года семья эвакуировалась в Медногорск. В 1946 году вернулся с родителями в Тулу, где окончил 7 классов в школе № 14. Потом учился в Тульском горном техникуме (1950—1954) и Тульском горном институте (1954—1959), который окончил с отличием по специальности «инженер-электромеханик».
Работал в Новомосковске инженером-конструктором института «Мосбассгипрогормаш» (1959—1960), затем вторым секретарем Новомосковского горкома ВЛКСМ (1960). В 1960 году избран секретарем Тульского обкома комсомола. С декабря 1964 года заведующий промышленно-транспортным отделом Тульского горкома КПСС. За успехи в воспитании молодёжи и трудящихся в 1966 году был награждён медалью «За трудовую доблесть».
С июля 1969 года работал на заводе «Тулаточмаш» сначала заместителем главного технолога, а затем заместителем директора по кадрам и секретарём парткома. Руководил подбором кадров для создаваемого Специального конструкторского бюро точного машиностроения.
В 1971 году награждён орденом "Знак Почёта".
В 1974—1975 годах — секретарь Привокзального райкома КПСС Тулы. В 1975 году назначен начальником Управления жилищно-коммунального хозяйства Тульского облисполкома.
В 1980-1982 годах являлся слушателем Академии народного хозяйства СССР. 
В 1983 году возглавил объединение «Приокскглавснаб», которое отвечало за материально-техническое снабжение предприятий 4 областей — Тульская, Орловская, Калужская, Брянская.
В 1983 году защитил кандидатскую диссертацию:
- Социально-экономические проблемы развития и совершенствования управления жилищно-коммунальным хозяйством СССР на современном этапе : диссертация … кандидата экономических наук : 09.00.02. — Москва, 1983. — 135 с. : ил.

С декабря 1985 года председатель исполкома Тульского городского совета народных депутатов. В ноябре 1986 года был избран первым секретарём городского комитета КПСС, который возглавлял до роспуска партии указом Бориса Ельцина в августе 1991 года.
Депутат Верховного совета РСФСР 11-го созыва (1986—1990).
В 2000-х годах преподавал в Тульском государственном университете, тульском филиале финансового университета при правительстве РФ, тульском филиале РАНХиГС, тульском филиале ФГБОУ ВПО «Российский экономический университет имени Г.В. Плеханова».
Соавтор книги воспоминаний:
- Дети Тулы сорок первого: непридуманные рассказы о судьбе поколения. [Тул. гос. музей оружия; под общ. ред. Н. И. Калугиной]. 140, [8] с.